# Honda Zest
Honda Zest é um kei car, lançado em 2006, com um motor turbo, 4 cilindros e 4 portas. Foi o primeiro carro kei disponível com airbags laterais opcionais. Existem duas outras versões disponíveis distintas: Zest e Zest Sports. A Honda selecionou a cantora Ayumi Hamasaki para promover o veículo. Em Julho de 2010 a empresa lançou uma edição especial do Zest Spark com o logo "A".

## Ligações Externas
- Anúncio do Honda Zest (em inglês)
- «Sítio do Honda Zest» (em japonês)